# OpenXR
OpenXR - это открытый, бесплатный стандарт доступа к платформам и устройствам виртуальной реальности и дополненной реальности.  Он разработан рабочей группой под управлением консорциума Khronos Group. OpenXR был анонсирован Khronos Group 27 февраля 2017 года во время GDC 2017. Предварительная версия стандарта была выпущена 18 марта 2019 г., чтобы разработчики могли оставлять отзывы о ней. 29 июля 2019 года компания Khronos Group представила OpenXR 1.0 на выставке SIGGRAPH 2019.
Обзорщики предварительной версии 0.90 считали, что целью OpenXR было «решить проблему разобщения и унифицировать разработку ПО под AR / VR».
Стандарт нацелен на то, чтобы в конечном итоге предоставить два компонента: API, предназначенный для разработчиков приложений, и уровень устройства, предназначенный для виртуальной реальности или оборудования дополненной реальности, представляющий интерфейс абстракции с самим устройством.
Основными элементами этого API являются:
- XrSpace Архивная копия от 15 августа 2020 на Wayback Machine : представление трехмерного пространства
- XrInstance Архивная копия от 15 августа 2020 на Wayback Machine : представление среды выполнения OpenXR
- System Архивная копия от 15 августа 2020 на Wayback Machine и XrSystemId Архивная копия от 15 августа 2020 на Wayback Machine : представление устройств, включая устройства и контроллеры виртуальной или дополненной реальности.
- XrActions Архивная копия от 15 августа 2020 на Wayback Machine : используется для обработки пользовательского ввода
- XrSession Архивная копия от 15 августа 2020 на Wayback Machine : представляет сеанс взаимодействия между приложением и пользователем.

### Слои API
API версии 1.0 позволяет средам выполнения OpenXR поддерживать устройства, реализуя плагины для устройств.
Уровень устройства предназначен для работы путем перехвата функций OpenXR из слоев выше. Например, уровень проверки для конкретной среды выполнения может проверять правильность использования API перед отправкой вызовов API на оборудование.

## Среды выполнения
Выпущенные в настоящее время среды выполнения OpenXR:
- Среда выполнения Microsoft для смешанной реальности Windows Архивная копия от 3 августа 2020 на Wayback Machine, выпущенная в июле 2019 г.[11]
- Collabora Monado Runtime для GNU / Linux Архивная копия от 14 июня 2020 на Wayback Machine с первым релизом в августе 2019 г.[12]
- Oculus Runtime для Oculus Rift Архивная копия от 29 сентября 2020 на Wayback Machine с предварительным выпуском в сентябре 2019 г.[13]

|                        | Virtual Reality      | Virtual Reality      | Virtual Reality | Virtual Reality | Virtual Reality | Virtual Reality       | Virtual Reality |
| AIO                    | Мобильные устройства | Мобильные устройства | ПК              | ПК              | ПК              | Консоль               |                 |
| ---------------------- | -------------------- | -------------------- | --------------- | --------------- | --------------- | --------------------- | --------------- |
| Компания               | Facebook             | Google               | Samsung         | Facebook        | Valve           | Microsoft             | Sony            |
| ОС                     | Android              | Android              | Android         | Windows         | Linux/Windows   | Windows               | PlayStation 4   |
| Аппаратное обеспечение | Oculus Go            | Daydream             | GearVR          | Oculus Rift     | SteamVR         | Windows Mixed Reality | PSVR            |

|                        | Augmented Reality | Augmented Reality    | Augmented Reality    | Augmented Reality |
| AIO                    | AIO               | Мобильные устройства | Мобильные устройства |                   |
| ---------------------- | ----------------- | -------------------- | -------------------- | ----------------- |
| Компания               | Microsoft         | Magic Leap           | Apple                | Google            |
| ОС                     | Windows           | Android              | iOS/iPadOS           | Android           |
| Аппаратное обеспечение | HoloLens          | ML1                  | ARKit                | ARCore            |

## Дорожная карта
В марте 2017 года Khronos Group планировала выпустить первую версию API в конце 2018 года . API был выпущен в марте 2019 года в виде предварительной версии, а интерфейс подключаемых устройств планируется выпустить после версии 1.0. 29 июля 2019 года компания Khronos Group выпустила версию 1.0.

## Поддержка
Следующие компании перечислены Khronos Group как публично поддерживающие OpenXR:
- AMD
- Antilatency
- ARM Holdings
- AREA
- DisplayLink
- Collabora
- Epic Games
- Google
- HP
- HTC
- Huawei Technologies
- Imagination Technologies
- Intel Corporation
- LG Electronics
- Logitech
- LunarG
- Magic Leap
- MediaTek
- Microsoft
- Mozilla
- Nokia
- Nvidia
- Oculus VR
- PicoVR
- Pluto VR
- Qualcomm
- Razer Inc.
- Samsung Electronics
- Sensics
- Sony Interactive Entertainment
- Tobii Technology
- Unity Technologies
- Valve
- Varjo
- VeriSilicon
- VIA Alliance Semiconductor Co., Ltd.[16]
- zSpace

## Примечание
1. ↑  Khronos Reveals API Updates & New Working Groups at GDC. Khronos Group (27 февраля 2017). — «The Khronos Virtual Reality Initiative announced in December is making rapid progress in designing an open standard for portable Virtual Reality and Augmented Reality apps and devices. Today, Khronos releases the official name of the standard: OpenXR». Дата обращения: 8 марта 2017. Архивировано 8 марта 2017 года.
2. ↑  Khronos Bolsters VR, AR, MR Markets With OpenXR Working Group, API Updates, More. Tom's Hardware (27 февраля 2017). Дата обращения: 8 марта 2017.
3. ↑  GDC 2017: Khronos Group Unveils VR/AR Standard OpenXR. UploadVR (27 февраля 2017). Дата обращения: 9 марта 2017. Архивировано 12 марта 2017 года.
4. ↑  Khronos Releases OpenXR 0.90 Provisional Specification for High-performance Access to AR and VR Platforms and Devices. Khronos.org. Khronos Group (19 марта 2020). Дата обращения: 19 марта 2020. Архивировано 9 августа 2020 года.
5. 1 2  Khronos Releases OpenXR 1.0 Specification Establishing a Foundation for the AR and VR Ecosystem (англ.). The Khronos Group (29 июля 2019). Дата обращения: 31 июля 2019. Архивировано 30 июля 2019 года.
6. 1 2  OpenXR 0.90 Aims to Solve AR/VR Fragmentation. InfoQ (23 марта 2019). — «With Monday’s release of the OpenXR provisional specification, Khronos’ open source working group wants to create a world where developers can code their VR/AR experience for a single API, with the confidence that the resulting application will work on any OpenXR-compliant headset.». Дата обращения: 20 июня 2019. Архивировано 20 июня 2019 года.
7. ↑  The OpenXR Working Group is Here! Khronos Group (27 февраля 2017). — «The OpenXR standard comes in two parts. First, the Application Interface, which application developers and middleware providers write to, and which serves to define and combine common, cross-platform functionality(...)Next, the Device Layer allows VR/AR runtimes to interface with various devices». Дата обращения: 8 марта 2017. Архивировано 8 марта 2017 года.
8. 1 2  Larabel, Michael. OpenXR 0.90 Released For AR/VR Standard - Monado Is An Open-Source Implementation. Phoronix (18 марта 2019). Дата обращения: 19 марта 2020. Архивировано 31 августа 2020 года.
9. 1 2 3  OpenXR Overview. Khronos.org. Khronos Group. — «OpenXR 1.0 is focused on enabling cross-platform applications. Optional device plugin interface will be supported post V1.0». Дата обращения: 19 марта 2020. Архивировано 18 марта 2019 года.
10. ↑  API Layers. Khronos.org. Khronos Group. — «OpenXR is designed to be a layered API, which means that a user or application may insert API layers between the application and the runtime implementation. These API layers provide additional functionality by intercepting OpenXR functions from the layer above and then performing different operations than would otherwise be performed without the layer. In the simplest cases, the layer simply calls the next layer down with the same arguments, but a more complex layer may implement API functionality that is not present in the layers or runtime below it.». Дата обращения: 3 мая 2020. Архивировано 19 апреля 2020 года.
11. ↑  OpenXR now available on the Microsoft Store for Windows Mixed Reality. windowscentral.com (23 июля 2019). Дата обращения: 5 января 2020. Архивировано 2 октября 2019 года.
12. ↑  What's new in OpenXR 1.0 & Monado? Collabora (2 августа 2019). Дата обращения: 5 января 2020. Архивировано 4 августа 2019 года.
13. ↑  Oculus Rift Has Hidden Preliminary Support For OpenXR. uploadvr.com (13 сентября 2019). Дата обращения: 5 января 2020. Архивировано 5 декабря 2019 года.
14. ↑  A Chat With Khronos President Neil Trevett About Vulkan, OpenXR, SPIR-V In 2017. Phoronix (8 марта 2017). — «With regard to their OpenXR effort for an industry standard VR, we won't see the fruit of this work until next year. Currently, the tentative target appears to be for holiday 2018 but we may see some companies showing off efforts earlier in the calendar year». Дата обращения: 9 марта 2017. Архивировано 8 марта 2017 года.
15. ↑  How OpenXR could glue virtual reality's fragmenting market together. Ars Technica (19 марта 2019). — «OpenXR includes a set of abstractions that define how XR hardware platforms expose their runtime systems in a standard way so software developers can more easily make their AR/VR software run on hardware from different vendors. OpenXR covers aspects of AR/VR systems such as application lifecycle, rendering, tracking, frame timing, and input. This means for example that OpenXR could make it easier to support Samsung Gear VR, Oculus, and Steam VR devices within the same app.». Дата обращения: 20 июня 2019. Архивировано 20 июня 2019 года.
16. ↑  Zhaoxin. en.wikichip.org. — «Zhaoxin (Shanghai Zhaoxin Semiconductor Co., Ltd., also goes by VIA Alliance Semiconductor Co., Ltd.)». Дата обращения: 7 августа 2018. Архивировано 7 августа 2018 года.